# Theophilus Presbyter
Theophilus Presbyter (c. 1070–1125) is het pseudoniem van de auteur of samensteller van een Latijnse tekst die gedetailleerde beschrijvingen bevat van verschillende middeleeuwse kunsten, een tekst die doorgaans bekend is als de Schedula diversarum artium ("Lijst van verschillende kunsten") of De diversis artibus ("Over verscheidene kunsten"). De tekst werd waarschijnlijk geschreven of samengesteld tussen 1100 en 1120. De oudste manuscripten van het werk zijn te vinden in Wenen (Österreichische Nationalbibliothek, Codex 2527) en in Wolfenbüttel (Herzog August Bibliothek, Cod. Guelf. Gud. Lat. 69 2°).
Theophilus' Schedula biedt gedetailleerde inzichten in de technieken die werden toegepast in de hoogmiddeleeuwse toegepaste kunsten. Het werk bestaat uit drie boekdelen. Het eerste deel handelt over de productie en het gebruik van schilder- en tekenmateriaal, schildertechnieken, verfsoorten, en inkt, in het bijzonder toegepast op boekverluchting en muurschilderingen. Het tweede deel behandelt de productie van gebrandschilderd glas en technieken met betrekking tot glasschilderkunst. Het derde deel handelt over de verschillende technieken van goudsmederij en metaalbewerking. Het bevat eveneens een introductie tot het bouwen van orgels. Theophilus' boek bevat waarschijnlijk de vroegste verwijzing naar olieverf.

## Werken
- De diversis artibus or Schedula diversarum artium (in drie boekdelen, ca. 1125)